# Edin Đerlek
Edin Đerlek, cyr. Един Ђерлек (ur. 23 stycznia 1987 w Belgradzie) – serbski polityk, nauczyciel akademicki i samorządowiec, działacz społeczności Boszniaków, w latach 2022–2024 minister.

## Życiorys
Ukończył szkołę średnią w rodzinnej miejscowości. Kształcił się następnie w instytucie języka arabskiego w Damaszku. W 2014 ukończył studia w katedrze szariatu wydziału studiów islamskich w Novim Pazarze, po czym podjął pracę na tej uczelni. W 2015 został także nauczycielem w medresie „Gazi Isa-beg”. Studiował również na wydziale prawa uczelni Internacionalni univerzitet w Novim Pazarze, na którym w 2019 objął stanowisko asystenta. Był działaczem studenckim i zastępcą redaktora naczelnego pisma „Talib”. W 2014 został szefem gabinetu muftiego Muamera Zukorlicia, a także rzecznikiem regionalnego ugrupowania serbskich Boszniaków BDZS, przemianowanego później na Partię Sprawiedliwości i Pojednania (SPP). W 2014 wszedł w skład Boszniackiej Rady Narodowej, a w 2016 uzyskał mandat radnego miejskiego w Nowim Pazarze. W 2018 powołany na sekretarza generalnego SPP, a w 2022 na wiceprzewodniczącego swojej partii.
W październiku 2022 dołączył do powołanego wówczas trzeciego rządu Any Brnabić, obejmując w nim stanowisko ministra bez teki. W wyborach w 2023 kandydował z drugiego miejsca na liście koalicji tworzonej przez SPP i DSHV, uzyskując wówczas mandat posła do Zgromadzenia Narodowego Republiki Serbii. W marcu 2024 odszedł z rządu w związku z wyborem na wiceprzewodniczącego parlamentu.